# АЕП
АЕП Атлетический Союз Пафоса (греч. Αθλητική Ένωση Πάφος) — бывший кипрский футбольный клуб из города Пафос. Образован в 2000 году путём слияния двух клубов базирующихся в Пафосе — АПОП и Эвагорас. Цвета клуба — сине-белые. В 2014 слился с клубом «АЕК Куклия» для формирования клуба ФК «Пафос».

## История
APOP и Evagoras были двумя клубами Пафоса, которые иногда играли в Первом, а иногда во Втором дивизионе. В отличие от других округов Кипра и других крупных городов, в которых были постоянные команды в Первом дивизионе, в Пафосе такой команды не было, поскольку два клуба не могли оставаться в Первом дивизионе в течение многих лет. По этой причине два клуба были объединены в AEP Paphos, поскольку жители Пафоса хотели иметь постоянную команду в Первом дивизионе.
Когда два клуба объединились, чтобы сформировать AEP, APOP находился в Первом дивизионе и сумел там остаться, а Evagoras был во Втором дивизионе, не сумев добиться повышения. Поскольку АПОП находился в Первом Дивизионе, новообразованный клуб Пафоса начал свою историю с Первого Дивизиона. Клуб оставался в первом дивизионе до 2005 года, но вскоре ему повезло с APOP и Evagoras, когда команда впервые была переведена во второй дивизион. Однако, несмотря на то, что команда в сезоне 2005/06 выступала во втором дивизионе, в апреле 2006 года они добились наибольшего успеха как клуб, так как команда впервые вышла в полуфинал Кубка Кипра (АПОП вышла в полуфиналы дважды), выбив Олимпиакос Никосия. В полуфинале Кубка они встретились с АЕК Ларнака и, несмотря на то, что Пафос не проиграл ни в одном из матчей против АЕК, они выбыли со счетом 1–1 дома и 0–0 на выезде. В том же сезоне AEP выиграли чемпионат второго дивизиона и вернулись в первый дивизион, но после очень плохого сезона снова вылетели в низшую лигу. Клуб не оправдал мечты жителей Пафоса о лучшей команде, чем APOP и Evagoras, и иметь достойную команду, которая будет постоянно находиться в Первом Дивизионе.
9 июня 2014 года AEP Paphos объединилась с AEK Kouklia и создала новую команду Pafos FC.

## Достижения
- Победители Второго дивизиона Кипра (2) : 2005/06, 2007/08